# Населення Ростова-на-Дону
Ростов-на-Дону — 10-те за чисельністю населення місто в Росії, 1-шу у ПФО і 1-ше у області.
У Ростові-на-Дону на початок 2013 року проживало 1 млн 103 700 осіб
Мільйонний житель Ростова-на-Дону народився 1987 року.
В Ростовській агломерації, за даними 2013 року, проживало 2,16 млн осіб, У Ростово-Шахтинський конурбації в 2013 році проживало 2,7 млн осіб.

## Демографія
Населення в Ростові-на-Дону останніми роками стабільно зростає:
| 1811   | 1840   | 1863   | 1897   | 1914   | 1923   | 1926   | 1931   | 1939   | 1956   | 1959   | 1962   | 1967   | 1970   | 1973   | 1975   | 1976   | 1979   | 1982   | 1985   | 1986   |
| ------ | ------ | ------ | ------ | ------ | ------ | ------ | ------ | ------ | ------ | ------ | ------ | ------ | ------ | ------ | ------ | ------ | ------ | ------ | ------ | ------ |
| 4,0    | 12,6   | 29,3   | 119,5  | 172,3  | 231,4  | 327,7  | 425,1  | 502,9  | 552,0  | 599,5  | 661,0  | 757,0  | 788,8  | 845,0  | 898,0  | 898,0  | 934,1  | 966,0  | 991,0  | 992,0  |
| 1989   | 1990   | 1991   | 1992   | 1993   | 1994   | 1995   | 1996   | 1997   | 1998   | 1999   | 2000   | 2001   | 2002   | 2003   | 2004   | 2005   | 2006   | 2007   | 2008   | 2009   |
| 1007,8 | 1013,3 | 1016,1 | 1027,1 | 1025,0 | 1023,0 | 1026,0 | 1024,5 | 1023,0 | 1020,0 | 1017,3 | 1012,7 | 1009,0 | 1068,0 | 1068,3 | 1062,0 | 1058,0 | 1054,9 | 1051,6 | 1048,7 | 1049,0 |
| 2010   | 2011   | 2012   | 2013   |        |        |        |        |        |        |        |        |        |        |        |        |        |        |        |        |        |
| 1089,9 | 1096,5 | 1099,5 | 1103,7 |        |        |        |        |        |        |        |        |        |        |        |        |        |        |        |        |        |

## Народжуваність і смертність

### 2013
2013 народилося 15 655 малюків. Це на 305 малюків (або на 2%) більше, ніж за аналогічний період минулого, 2012, року. Такі цифри статистики наводить міністерство внутрішньої та інформаційної політики регіону.
Порівняно з минулим роком значно збільшилась кількість встановлення батьківства (на 11,3%) та усиновлення (на 28,2%).

## Аборти
2007 року кількість абортів зменшилась на 9,6 відсотка порівняно з 2006 роком.

## Міграційний приріст

### 2013
Міграційний приріст за перший квартал року становив 1650 осіб, з урахуванням чого загальний приріст населення міста становив 1020 осіб.

### 2012
Міграційний приріст незначно зростав. Кількість прибулого населення перевищила кількість вибулого на 8054 особи.

### 2011
У місті наростала динаміка міграційного приросту. Кількість прибулого населення перевищила кількість вибулого на 7604 осіб (2009 рік — на 414 осіб, 2007 року — на 184 особи).

## Статево-віковий склад

### 2012
Кількість працездатного населення Ростова-на-Дону станом на 1 січня 2012 оцінювалась як 693 318 осіб, старше працездатного віку 259 328 осіб і молодше працездатного віку — 143 802 осіб, з них чоловіків 499562 осіб (45,6%), жінок — 596 886 осіб (54,4)%.
| Міське населення | Міське населення | Міське населення |
| ---------------- | ---------------- | ---------------- |
| Всього           | Чоловіки         | Жінки            |
| 1 099 548        | 499 562          | 596 886          |

### Національний склад
Національний склад міста Ростова-на-Дону був завжди предметом уваги влади міста та області, але далі постійного згадування у пресі, що «місто багатонаціональне», справи не йшли. У Ростові живуть представники понад 100 національностей, для яких він став рідним. 1926 на 308 100 мешканців було 59 200 (19,2%) українців.
| Народ               | Національний склад за всеросійським Переписом 2010 року |
| ------------------- | ------------------------------------------------------- |
| Росіяни i Козаки    | 960 883 (90,1%)                                         |
| Вірмени             | 41 553 (3,4%)                                           |
| Українці            | 16 249 (1,5%)                                           |
| Азербайджанці       | 6 739 (0,6%)                                            |
| Татари              | 5 299 (0,5%)                                            |
| Грузини             | 3 960 (0,4%)                                            |
| Білоруси            | 2 874 (0,3%)                                            |
| Корейці             | 2 792 (0,3%)                                            |
| Євреї               | 2 403 (0,2%)                                            |
| Лезгини             | 1 660 (0,2%)                                            |
| Киргизи             | 1 374 (0,1%)                                            |
| Узбеки              | 1 188 (0,1%)                                            |
| Чеченці             | 1 073 (0,1%)                                            |
| Осетини             | 992 (0,1%)                                              |
| Греки               | 950 (0,1%)                                              |
| Інгуші              | 928 (0,1%)                                              |
| Цигани              | 893 (0,1%)                                              |
| Таджики             | 852 (0,1%)                                              |
| Інші національності | 13 861 (1,7%)                                           |

## Шлюби та розлучення

### 2013
Збільшилась кількість пар 3%, охочих взяти шлюб (7336 реєстрацій).
За чотири місяці (станом на 14 травня) 2013 органами ЗАГС Ростовської області було зареєстровано 53 263 актів цивільного стану, що на 3,6% більше ніж за аналогічний період минулого, 2012, року.

### 2009
Станом на 7 травня 2009 було зареєстровано 1 тис. 569 шлюбів, що на 53 шлюби більше, ніж 2008 року. Рівень шлюбності зріс і склав 6,1 проміле. З початку 2009 року було зареєстровано 1 тис. 282 розлучення. Рівень розлучуваності не змінився і склав 5,0 проміле.

### 2008
Було зареєстровано 1516 шлюбів, що на 181 шлюб, або 13,6 відсотка більше, ніж 2007 року. Рівень шлюбності зріс на 11,5 відсотка і склав 5,8 проміле проти 5,2 проміле 2007 року.
За цей же час зареєстровано 1310 розлучень, що на 83 розлучення, або 6 відсотків менше, ніж 2007 року. Рівень розлучуваності склав 5 проміле проти 5,4 проміле 2007 року.